# Centropogon subcordatus
Centropogon subcordatus är en klockväxtart som beskrevs av Alexander Zahlbruckner. Centropogon subcordatus ingår i släktet Centropogon och familjen klockväxter. Inga underarter finns listade i Catalogue of Life.